# فوتيوس زومبوس
فوتيوس زومبوس (باليونانية: Φώτιος Ζούμπος)‏ مواليد 4 أبريل 1993 في خولارغوس، أثينا، اليونان، هو لاعب كرة سلة يوناني. بدأ مسيرته الاحترافية في سنة 2010. يبلغ طوله 6 قدم 4.75 بوصة (1.9 م). لعب مع نادي باناثينايكوس لكرة السلة ونادي بانلفسينياكوس لكرة السلة.

## الإنجازات
- الدوري الأوروبي لكرة السلة: 2010-2011
- الدوري اليوناني لكرة السلة: (2011)
- كأس اليونان لكرة السلة : (2012)

## روابط خارجية
- فوتيوس زومبوس على موقع الاتحاد الدولي لكرة السلة (الإنجليزية)
- فوتيوس زومبوس على موقع الدوري الأوروبي لكرة السلة (الإنجليزية)
- فوتيوس زومبوس على موقع كرة السلة الأوروبية.كوم (الإنجليزية)
- فوتيوس زومبوس على موقع DraftExpress.com (الإنجليزية)
- فوتيوس زومبوس على موقع ريلجم (الإنجليزية)
- فوتيوس زومبوس على موقع بروبوليرز (الإنجليزية)
- فوتيوس زومبوس على موقع سبورتس رفرنس (الإنجليزية)